# Яхалом

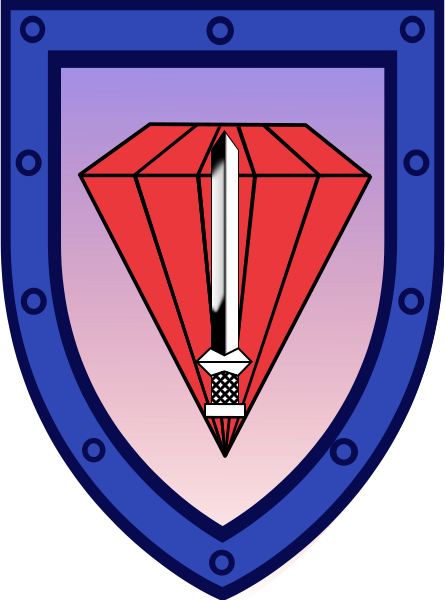
Эмблема подразделения.

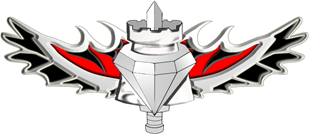
Знак подразделения.

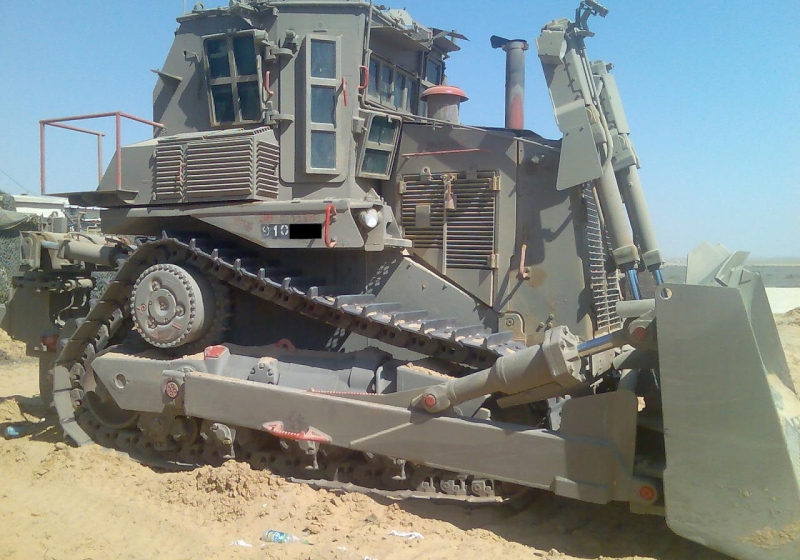
Модернизированный для специальных задач гусеничный бульдозер Caterpillar D9.

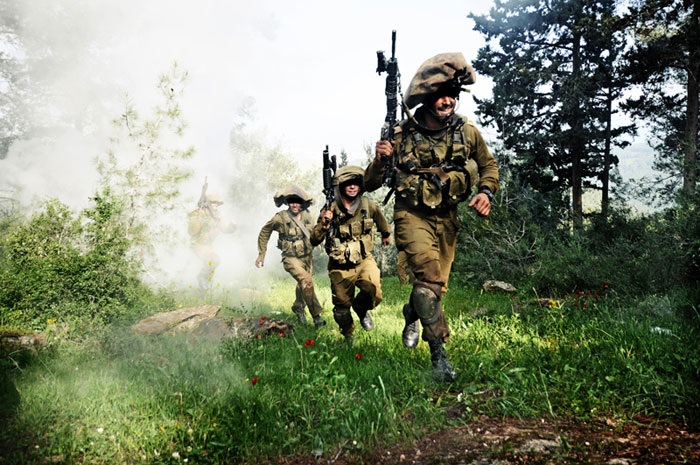
Военнослужащие Яхалом на учениях.

Яхалом (иногда «яалом»; ивр. יהל"ם - יחידה הנדסית למשימות מיוחדות‎ — «Бриллиант») — формирование специального назначения инженерных войск Армии обороны Израиля.
Название представляет собой аббревиатуру «Подразделение инженерии особого назначения».

## История
Подразделение создано в 1995 году путём слияния двух существовавших до этого частей инженерных войск: подразделения «Яэль», ответственного за предотвращение диверсий на море и преодоление морских препятствий, и ЯхСаП (аббревиатура от «Подразделение нейтрализации взрывных устройств»).
Предназначено для инженерной поддержки операций формирований специального назначения, которая включает в себя обезвреживание бомб, мин и неразорвавшихся боеприпасов, а также разрушение баррикад, препятствий в виде рвов, отдельно взятых строений, прокладку новых дорог, поиск подземных туннелей.
Для того, чтобы быть принятым в это подразделение, необходимо пройти базовую подготовку («тиронут» — КМБ), где лучшие стажёры отбираются командирами и направляются на «гибуш» — «сплачивание», ивр. גיבוש‎ (пятидневные испытания физического и психического состояния кандидата в интенсивных полевых учениях), самые лучшие отбираются и направляются на специализированные курсы. Дополнительное обучение занимает один год.
Подразделение принимало активное участие во Второй ливанской войне и операции «Литой свинец» в секторе Газа. В Газе 6 января 2009 года в перестрелке с боевиками Хамас погиб специалист по обезвреживанию бомб Александр Машовицкий.

## Состав
- управление
- Яэль («горный козел») — специальное подразделение по уничтожению сооружений, акциям саботажа, диверсиям, антитеррору и морской технике.
- Yachsap («ПС группа») — удаление мин, ракетных боеголовок, противодействие ядерной, биологической и химической угрозам, обезвреживание взрывных устройств, а также сопровождение оперативных подразделений в операциях, где возможны ситуации с обезвреживанием мин и взрывчатых веществ.
- Samoor («Хорек») — подразделение для поиска и уничтожения незаконных туннелей и тайников с оружием.
- Midron mushlag («Снежный склон») — подразделение для проникновения в здания с использованием взрывчатых веществ или других методов.
- Hevzek — подразделение, которое управляет военными роботами.